# Оленіум
«Оленіум» — літературний твір Ірен Роздобудько, жанр якого визначено як комедія абсурду. Було надруковано в VII номері журналу «Київська Русь» за 2006 рік, а також окремою книжкою видавництвом «Фоліо» у 2007 році.

## Сюжет
На обкладинці книжки написано, що в книжці викладено оригінальне бачення того непотребу, який прийнято називати "політичною ситуацією в державі".

## Головні герої
- Семен Петрович Василенко - незаможний оленяр, журналіст глянсового журналу "Вітчизняний Оленяр";
- Валентин Самсонович Ройтберг - його шеф, редактор журналу;
- Людмила Вікентіївна Ройтберг -  дружина редактору журналу;
- Зоя Павлівна Пікач - перукарка, коханка Василенка й Ройтберга;
- Бодя Ройтберг - син-підліток Валентина Самсоновича, що викрав ріг батькового оленя Сема для того, щоб завоювати прихильність Зої Павлівни;
- Грета Безпулик - ведуча ток-шоу на телебаченні;
- Ян Євський - телеведучий;

## Літературна критика
Євген Повєткін в інтернет-часописі "kut.org.ua" зазначив: "...об'єктом застосування політтехнології стали не електоральні симпатії й навіть не формальні результати виборів", а "реальність як така. Певні політики почали активно використовувати свій комунікативний, фінансовий та медійний арсенал, щоб пересотворювати дійсність, вочевидь, змагаючись у цьому з митцями. У такій реальності причинами громадянської війни...можуть стати чиїсь укази, постанови, коментарі та висловлювання, балаган навколо переділу влади та майна є нібито найважливішою подією всього українського життя". Така паралельна дійсність є не правдоподібнішою, ніж історія Роздобудько про оленярство на теренах України. "Нескінченним гучним заявам політиків все одно вже ніхто не вірить, але тим не менш риторикою тією користуються". Поклоніння риториці, марнославству та матеріальним благам визначає реальність, в якій живуть герої Роздобудько. Те, що риторика стоїть у центрі твору - творче досягнення письменниці.